# Interahamwe
A Interahamwe (Quiniaruanda: "aqueles que estão junto" ou "aqueles que lutam junto") era a mais importante das milícias armadas pela maioria étnica hútu de Ruanda e, junto com o Impuzamugambi, foi responsável pelas 800.000 mortes no Genocídio de Ruanda de 1994.
Após a invasão da capital ruandesa, Quigali, pela Frente Patriótica de Ruanda (FPR), dominada pelos tútsis, muitos membros do Interahamwe fugiram para os países vizinhos, principalmente para o antigo Zaire, hoje República Democrática do Congo.
Dissolvido não-oficialmente, os membros ainda tomam parte em invasões da fronteira, como aquelas aquele conduziram às primeiras e segundas guerras do Congo.
Uma vez a Interahamwe tendo se movido para Zaire/Congo, ela e os soldados do ex-governo hútu começaram a se organizar no "Reagrupamento Republicano pela Democracia de Ruanda". Depois do recrutamento de números significativos de hútus do Congo a organização passou a ser conhecida como Exército de Libertação de Ruanda (ALiR).